# Шин, Отакар
Отакар Шин (23 апреля 1881, Рокитно , Моравия, Австро-Венгрия (ныне Нове-Место-на-Мораве, Высочина, Чехия) — 21 января 1943, Прага) — чешский композитор, музыкальный педагог, теоретик. Действительный член Чешской академии наук и искусств (с 1928). Дважды лауреат Государственной премии Чехословакии (1930 и 1937).

## Биография

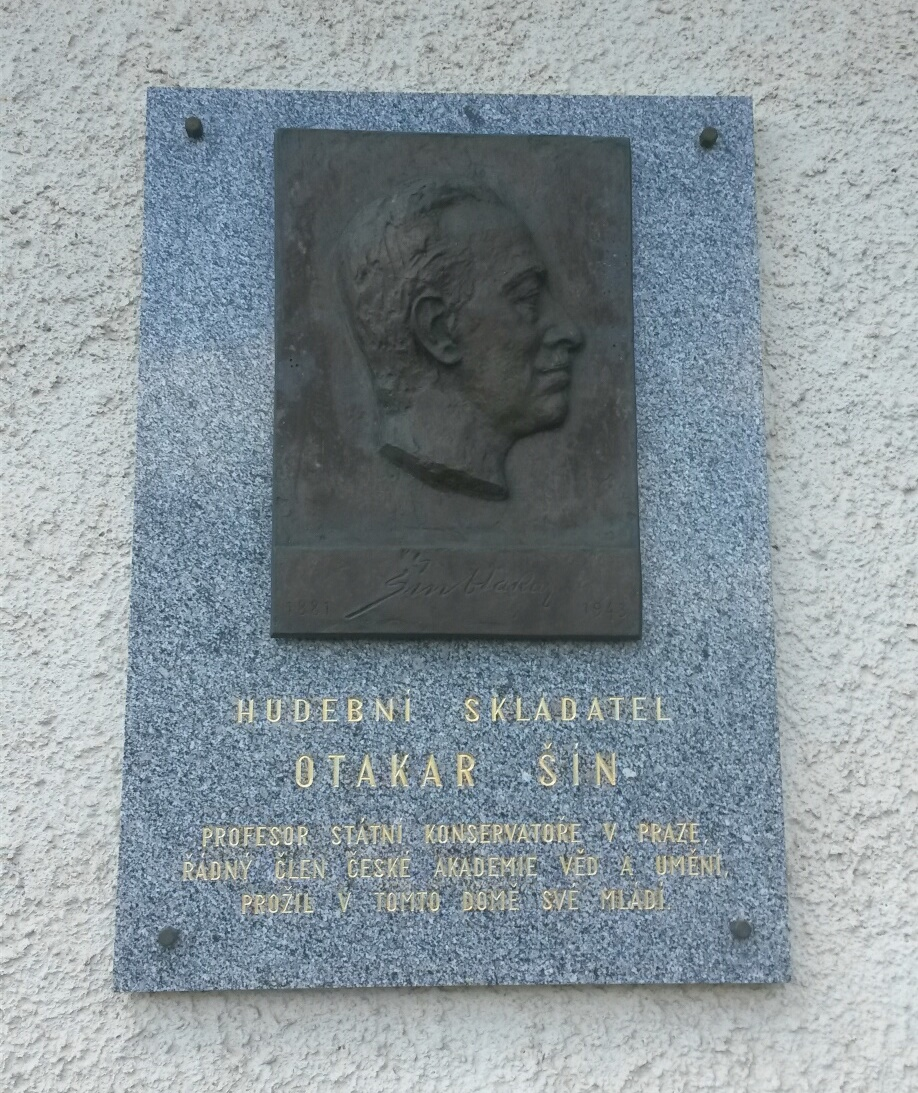
Мемориальная доска на доме, где жил композитор Отакар Шин

Сын трактирщика. Несколько лет обучался в Высшей индустриальной школе в Брно, бросил учёбу и изучал пивоварение. После работал пивоваром.
В 1911 году окончил Пражскую консерваторию, где его учителями были Йозеф Кличка, Карел Штекер и Йозеф Йиранек.
Затем давал уроки игры на фортепиано и гармонии, был хормейстером хора «Škroup».
С 1919 года — преподаватель теории музыки в Пражской консерватории. Год спустя, в 1920 году, стал профессором. Воспитал ряд ведущих чешских композиторов и музыкантов. В числе его учеников были Саша Гроссман, Стефания Туркевич, Богумир Лишка, Александр Мойзес, Николай Колесса.
Занимался исследованием творчества Витезслава Новака и Йозефа Сука, чьё влияние отразилось на его музыкальных сочинениях. Изучение партитур этих мастеров привело его к изучению теоретических проблем гармонии в музыке первой трети XX-го века. Он автор нескольких теоретических работ с важными теоретическими открытиями, учебников «Наука о гармонии на основе мелодии и ритма» (1922; 6-е изд., 1949), «Наука о контрапункте, имитации и фуге» (1936; 2-е изд., 1945) и «Общий курс музыки» (изд. 1949), которые долгое время были официальными учебниками консерваторий.

## Избранные сочинения
Музыка для фортепиано
- Intimní nálady op. 5 (1911)
- Jarní písně op. 6 (1916)
- Písničky a tanečky op. 8 (1922)
- Od jitra do soumraku op. 9a (1921)
- Na prázdninách op. 9b (1924)
- Zpěvem a tancem (1934)

Камерная музыка
- Smyčcový kvartet a-moll op. 7 (1926)
- Smyčcový kvartet B-dur op. 10 (1928)
- Sonáta pro violoncello a klavír op. 11 (1934)
- Malá suita pro housle a klavír op. 13 (1937)

Оркестровые композиции
- Tilottáma op. 1 (1908)
- Král Menkera op. 2 (1909)
- Rozhlasová předehra op. 14 (1936)
- České tance (také v úpravě pro noneto, 1939)

Вокальные произведения
- Dva mužské sbory op. 3 (1910)
- Písně pro soprán a klavír op. 4 (1909)
- Píseň ženy op. 15 (1936)
- Úpravy lidových písní pro ženský resp. dětský sbor.

Теоретические труды
- Nauka o harmonii na základě melodie a rytmu (2 díly, 1922)
- Úplná nauka o harmonii na základě melodie a rytmu (1933)
- Nauka o kontrapunktu, imitaci a fuze (1936)
- Všeobecná nauka o hudbě (1949)